# اللدغة (فلم)
فيلم اللدغة (بالإنجليزية: The Sting) فيلم كوميديا سوداء أمريكي إنتاج عام 1973، يتناول موضوع محاولة سرقة عصابة مافيا من قبل نصابين بدور بول نيومان وروبرت ريدفورد، ولكن في النهاية يتم خداعهما من قبل العصابة. الفيلم حقق نجاحا ساحقا سنة إصداره محققا أرباحا تتجاوز 160 مليون دولار وحاصدا العديد من الجوائز من بيينها 7 جوائز أوسكار لأفضل فيلم ولأفضل إخراج، ويعتبر من أهم الأفلام برأي العديد من النقاد.
| سبقه العراب | أوسكار - أفضل فيلم 1973 | تبعه العراب: الجزء الثاني |

## روابط خارجية
- مقالات تستعمل روابط فنية بلا صلة مع ويكي بيانات